# Sandl
Sandl est une commune autrichienne du district de Freistadt en Haute-Autriche.